# Elphos picaria
Elphos picaria är en fjärilsart som beskrevs av W. Warren 1904. Elphos picaria ingår i släktet Elphos och familjen mätare. Inga underarter finns listade i Catalogue of Life.